# Franco Saudelli

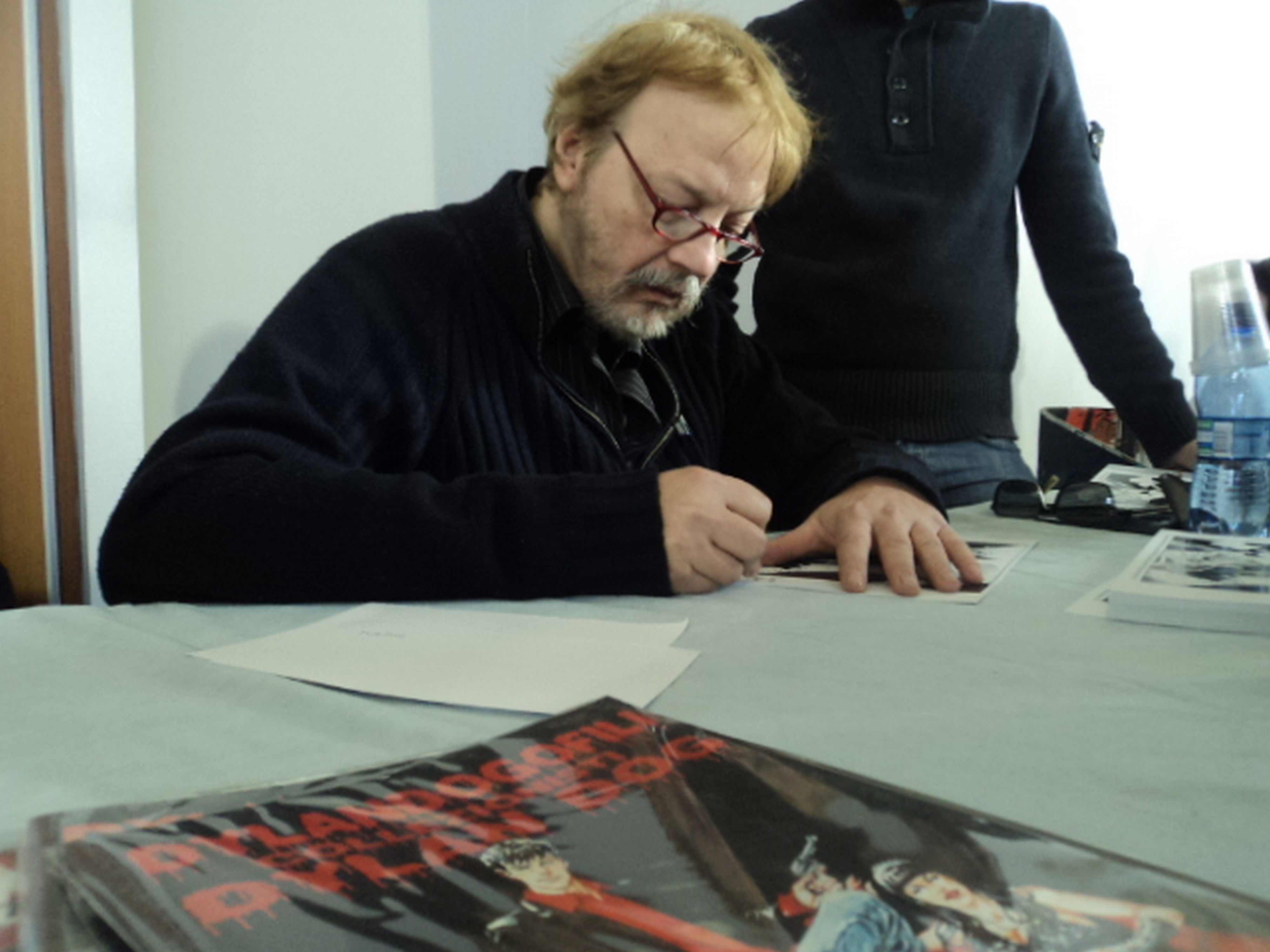
Franco Saudelli auf der Roma Comics & Games 2013

Franco Saudelli (* 4. August 1952 in Latina, Italien) ist ein italienischer Comiczeichner und -autor. Bekannt wurde er insbesondere durch die in seinen Comics dargestellten Bondage-Szenen.

## Leben und Werk
Mit dem Zeichnen von Comics begann Saudelli in den frühen 1970er Jahren. Seit dem Ende desselben Jahrzehnts erschienen von ihm zahlreiche Beiträge in französisch- und italienischsprachigen Zeitschriften wie Lanciostory, Orient-Express, Libération und Charlie Mensuel. Seine bekannteste Figur, die geisteskranke Diebin La Bionda, schuf Saudelli in den 1980er Jahren. Ein Abenteuer von ihr erschien auch auf Deutsch im Magazin Schwermetall. Zu den weiteren Comics Saudellis, die auch auf Deutsch veröffentlicht wurden, gehört die Detektivreihe Porfiri, von der zwei Alben im Jahr 2001 unter dem Titel Otto B. Pöschl erschienen sind. In beiden Comicreihen spielt die Fesselung der weiblichen Darsteller eine große Rolle.
Saudelli wurde 1986 auf dem Comic-Festival Salone Internazionale dei Comics in Lucca mit dem Yellow Kid ausgezeichnet.